# Keulenwurf
Der Keulenwurf (en.: club throw) ist eine leichtathletische Sportart und das Behindertensport-Äquivalent zum Hammerwurf. Bereits bei den ersten Sommer-Paralympics 1960 für beide Geschlechter Teil des paralympischen Programms, entfiel er 1972 und pausierte für die Frauen abermals zwischen 1992 und 2012 für die Dauer von fünf Paralympics. Darüber hinaus wird Keulenwurf auch im Rahmen der Para-Leichtathletik-Weltmeisterschaften (seit 1994), der Para-Leichtathletik-Europameisterschaften (seit 2003), der Para-Asienspiele (seit 2010) sowie der Para-Panamerikanischen Spiele (seit 2015) ausgetragen. Im Laufe der Jahrzehnte wurde die Sportart in zahlreichen unterschiedlichen Startklassen veranstaltet – bei den Paralympics 1984 gar in sieben verschiedenen. Momentan steht er bei internationalen Wettbewerben den Startklassen F31, F32 (beide für Athleten mit Koordinationsstörungen) sowie F51 (Beeinträchtigungen der Beweglichkeit: Tetraplegie, Paraplegie) offen. 
Insbesondere in den ersten Jahrzehnten zeichnete sich der Keulenwurf durch ein sehr diverses Feld an Medaillengewinnern aus. Zwar waren in den Medaillenspiegeln quantitativ Großbritannien und die Vereinigten Staaten dominant, aber bereits 1968 – nach den erst dritten Paralympics – wiesen die Ergebnislisten Athleten aller sechs bewohnter Kontinente mit Edelmetall aus. Auffällig ist hierbei eine Häufung sehr guter Ergebnisse für argentinische Sportler, die zwischen 1964 und 1980 insgesamt zehn Medaillen erringen konnten. Seit der Jahrtausendwende dominieren sowohl bei den Männern als auch bei den Frauen nordafrikanische (Tunesien und Algerien) sowie osteuropäische Staaten (Serbien, Tschechien, Polen, Ukraine und Russland).

## Sportgerät

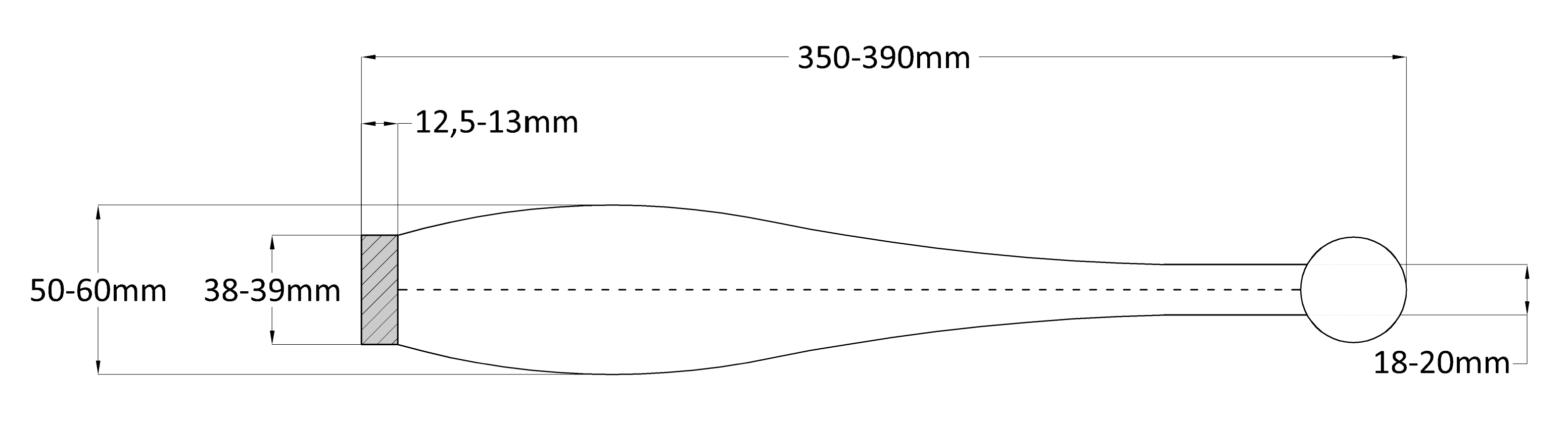
Skizze der im Keulenwuf eingesetzten Keule mit den Angaben der zulässigen Maße.

Das namensgebende Sportgerät, die Keule, ist seitens des Internationalen Paralympischen Komitees (IPC) standardisiert. Sie muss für Männer und Frauen gleichermaßen mindestens 397 Gramm wiegen, ist maximal 39 Zentimeter lang, hat einen Durchmesser von höchstens sechs Zentimetern und besteht aus vier Abschnitten: Einem kugelförmigen oder zylindrischen Kopf, einem Hals, einem Körper und einer Basis. Erstere drei müssen aus massivem Holz bestehen, wohingegen die zylindrische Basis aus Metall gefertigt wird und als Gewicht dient. 

## Regeln und Wettkampfablauf
Ausgeübt wird die Sportart – wie auch andere Wurf- und Stoßdisziplinen – in einem Wurfkreis mit einem Durchmesser zwischen 2,135 und 2,50 Metern. In diesem können sich die Athleten beim Keulenwurf allerdings nicht frei bewegen; stattdessen werden sie unabhängig vom Grad ihrer Behinderung sitzend in einem einheitlichen, durch Gurte abgespannten Metallrahmen fixiert. Dabei entscheiden sie selbst, ob sie vorwärts gerichtet oder rückwärts über den Kopf hinweg werfen möchten. Bei Bedarf steht ihnen einen vertikale Stange zum Festhalten zur Verfügung. Aufgrund des zeitlichen Aufwandes der individuellen Fixierung wechseln sich die Athleten nicht nach jedem Wurf ab, sondern führen jeweils drei Würfe hintereinander aus. Die acht Athleten mit den höchsten Weiten qualifizieren sich für drei weitere Versuche. Fehlversuche produzieren sie, wenn sie sich beim Abwurf zu weit aus der Sitzschale erheben, wenn sie in das Fangnetz werfen oder wenn die Keule außerhalb des markierten Kreissektors (Öffnungswinkel 34,92°) landet.
Die Keule darf während des Wurfes nur mit einer Hand am Kopf oder am Hals gehalten werden. Da es für Athleten mit hohen Behinderungsgraden schwierig ist, einen festen Griff um das Objekt zu entwickeln, weshalb viele die Keule nicht mit der Handinnenseite umfassen, sondern den Keulenhals zwischen ihren Fingern halten. Dies hat zur Folge, dass Technik in dieser Sportart wesentlich wichtiger ist als reine Kraftleistung.

## Statistik

### Medaillengewinner der Paralympics

#### Männer
| Jahr | Klasse                      | Goldmedaille                | Silbermedaille              | Bronzemedaille              |
| ---- | --------------------------- | --------------------------- | --------------------------- | --------------------------- |
| 1960 | A                           | Dick Thompson               | Walter Prossl               | Domenico Avitabile          |
| 1960 | B                           | Marcel Barbier              | Carmelo Russo               | Walter Prossl               |
| 1960 | C                           | Ron Stein                   | Dik Kruidenier              | Russ Scott                  |
| 1964 | A                           | Dick Thompson               | Daniel Erasmus              | Frank Vecera                |
| 1964 | B                           | Walter Prossl               | D. Pickering                | Borghese                    |
| 1964 | C                           | H. Smith                    | Roberto Marson              | R. Rowe                     |
| 1964 | D                           | Ron Stein                   | Jorge Diz                   | Tim Harris                  |
| 1968 | A                           | Vic Renalson                | Daniel Erasmus              | Antonio Arizzi              |
| 1968 | B                           | Eugene Reimer               | David Williamson            | Nel                         |
| 1968 | C                           | H. Smith                    | Germano Pecchenino          | Emilio Porto                |
| 1968 | D                           | Roberto Marson              | Neault                      | Horst Gotthelf              |
| 1968 | Spezial                     | Edward Owen                 | Jorge Diz                   | Cameron                     |
| 1972 | Disziplin nicht ausgetragen | Disziplin nicht ausgetragen | Disziplin nicht ausgetragen | Disziplin nicht ausgetragen |
| 1976 | 1A                          | Ruben Vazquez               | Patrick McCool              | Rod Vleiger                 |
| 1976 | 1B                          | G. Cochius                  | R. Muise                    | Julius Duval                |
| 1976 | Präzision 1A / 1B           | Philip Wouters              | Samir                       | Peter Marsh                 |
| 1980 | 1A                          | Wayne Patchett              | Francisco de las Fuentes    | Patrick McCool              |
| 1980 | 1B                          | Julius Duval                | John Sands                  | Dennis Cherenko             |
| 1984 | 1A                          | Bart Dodson                 | Francisco de las Fuentes    | S. Wilkins                  |
| 1984 | C2                          | Zeljko Dereta               | Tom Leahy                   | Edwin Moore                 |
| 1984 | C3                          | Brendan Crean               | John Simpson                | Joe Mulhall                 |
| 1984 | C4                          | Norman Burns                | Ragnar Anundsen             | Rene Rivera                 |
| 1984 | C5                          | Michael Quickert            | Paul McGinty                | Eric Green                  |
| 1984 | C6                          | Anthony Griffin             | Stefan Krieger              | Marvin Ross                 |
| 1984 | L1                          | Lauritz Ellefsen            | John Creedon                | Tom O’Brien                 |
| 1988 | 1A                          | Edmund Weber                | José Daniel Haylan          | Paolo D’Agostini            |
| 1988 | C2                          | Se Ho Park                  | Steven Varden               | Tom Leahy                   |
| 1988 | C4                          | Michael Walker              | Norman Burns                | Josef Fuchs                 |
| 1988 | C5                          | Paul Williams               | Denton Johnson              | Michael Quickert            |
| 1988 | C6                          | Naoki Matsui                | Tae Joon Kwon               | Fahed Al-Mutairi            |
| 1992 | C6                          | Dae Kwan Kim                | Keith Gardner               | S. da Costa Neto            |
| 1996 | F50                         | Stephen Miller              | James Richardson            | Aaron Little                |
| 2000 | F51                         | Stephen Miller              | Takefumi Anryo              | Ahmed Kamal                 |
| 2004 | F32 / F51                   | Stephen Miller              | Radim Běleš                 | Karim Betina                |
| 2008 | F32 / F51                   | Mourad Idoudi               | Stephen Miller              | Jan Vaněk                   |
| 2012 | F31 / F32 / F51             | Željko Dimitrijević         | Radim Běleš                 | Lahouari Bahlaz             |
| 2016 | F32                         | Maciej Sochal               | Athanasios Konstantinidis   | Stephen Miller              |
| 2016 | F51                         | Željko Dimitrijević         | Miloš Mitić                 | Marián Kuřeja               |
| 2020 | F32                         | Liu Li                      | Athanasios Konstantinidis   | Walid Ferhah                |
| 2020 | F51                         | Musa Taimasow               | Željko Dimitrijević         | Marián Kuřeja               |
| 2024 | F32                         | Alexei Tschurkin            | Athanasios Konstantinidis   | Ahmed Mehideb               |
| 2024 | F51                         | Dharambir                   | Pranav Soorma               | Željko Dimitrijević         |

#### Frauen
| Jahr | Klasse                      | Goldmedaille                | Silbermedaille              | Bronzemedaille                      |
| ---- | --------------------------- | --------------------------- | --------------------------- | ----------------------------------- |
| 1960 | A                           | Maria Scutti                | Anna Maria Galimberti       | Manette Berger-Waldenegg            |
| 1960 | B                           | Maria Scutti                | Marlene Muhlendyck          | Anna Maria Galimberti               |
| 1960 | C                           | Christa Zander              | Timothy Manning             | Maria Scutti                        |
| 1964 | A                           | Elaine Schreiber            | Anna Maria Toso             | J. Laughton                         |
| 1964 | B                           | Lynnette Gilchrist          | Susana Olarte               | R. Harvey                           |
| 1964 | C                           | Rosalie Hixson              | J. Waterman                 | Noemi Tortul                        |
| 1964 | D                           | Christa Welger              | Patterson                   | Sylvia Cochetti                     |
| 1968 | A                           | Dina Galíndez               | Maggie Marr                 | Kirn                                |
| 1968 | B                           | Hattingh                    | Noemi Tortul                | Gabriella Monaco                    |
| 1968 | C                           | Susana Olarte               | Le Roux                     | Seeley                              |
| 1968 | D                           | Zipora Rubin-Rosenbaum      | Batia Mishani               | Shoshana Sharabi                    |
| 1968 | Spezial                     | Malka Potashnik             | Silvia Cochetti             | Geula Siri                          |
| 1972 | Disziplin nicht ausgetragen | Disziplin nicht ausgetragen | Disziplin nicht ausgetragen | Disziplin nicht ausgetragen         |
| 1976 | 1A                          | Josefina Cornejo            | Ruth Wendt                  | Joyce Murland                       |
| 1976 | 1B                          | Martha Sandoval             | Ruth Rosenbaum              | Rosaleen Gallagher                  |
| 1976 | Präzision 1A / 1B           | L. Claasen                  | Josefina Cornejo            | Ruth Rosenbaum                      |
| 1980 | 1A                          | Josefina Cornejo            | Sandra James                | Eugenia Garcia                      |
| 1980 | 1B                          | Minette Wilson              | Martha Sandoval             | Rosaleen Gallagher                  |
| 1984 | C2                          | Valerie Smith               | Jane Spitzley               | Monica O’Kelly                      |
| 1984 | C3                          | Aileen Harper               | Anne Trotman                | Linda Fyfe                          |
| 1984 | C4                          | Joan Blalark                | Susan Stevenson             | Helen Hilderley                     |
| 1984 | C5                          | Jane Peters                 | Denise Cook                 | Paula Knapper                       |
| 1984 | C6                          | Susanne Schmidt             | Morna Cloonan               | Tone Karlsen                        |
| 1984 | L1                          | Lisa Barker                 |                             |                                     |
| 1988 | C3                          | Susan Edwards               | Lorraine Gallagher          | Anne Woffinden                      |
| 1992 | Disziplin nicht ausgetragen | Disziplin nicht ausgetragen | Disziplin nicht ausgetragen | Disziplin nicht ausgetragen         |
| 1996 | Disziplin nicht ausgetragen | Disziplin nicht ausgetragen | Disziplin nicht ausgetragen | Disziplin nicht ausgetragen         |
| 2000 | Disziplin nicht ausgetragen | Disziplin nicht ausgetragen | Disziplin nicht ausgetragen | Disziplin nicht ausgetragen         |
| 2004 | Disziplin nicht ausgetragen | Disziplin nicht ausgetragen | Disziplin nicht ausgetragen | Disziplin nicht ausgetragen         |
| 2008 | Disziplin nicht ausgetragen | Disziplin nicht ausgetragen | Disziplin nicht ausgetragen | Disziplin nicht ausgetragen         |
| 2012 | F31 / F32 / F51             | Maroua Brahmi               | Mounia Gasmi                | Gemma Prescott                      |
| 2016 | F32                         | Maroua Brahmi               | Mounia Gasmi                | Gemma Prescott                      |
| 2016 | F51                         | Jo Butterfield              | Zoia Ovsii                  | Cassie Mitchell                     |
| 2020 | F32                         | Róża Kozakowska             | Anastasiia Moskalenko       | Mounia Gasmi                        |
| 2020 | F51                         | Zoia Ovsii                  | Cassie Mitchell             | Elena Gorlova                       |
| 2024 | F32                         | Maroua Brahmi               | Parastoo Habibi             | Giovanna Boscolo Castilho Gonçalves |

### Medaillengewinner der Weltmeisterschaften

#### Männer
| Jahr | Klasse          | Goldmedaille        | Silbermedaille                | Bronzemedaille     |
| ---- | --------------- | ------------------- | ----------------------------- | ------------------ |
| 1994 | ?               | ?                   | ?                             | ?                  |
| 1998 | ?               | Stephen Miller      | ?                             | Aaron Little       |
| 2002 | F32 / F51       | Stephen Miller      | Karim Betina                  | ?                  |
| 2006 | ?               | Stephen Miller      | ?                             | ?                  |
| 2011 | F31 / F32 / F51 | Lahouari Bahlaz     | Radim Běleš                   | Stephen Miller     |
| 2013 | F31 / F32 / F51 | Lahouari Bahlaz     | Maciej Sochal                 | Jan Vaněk          |
| 2015 | F32             | Wladislaw Frolow    | Lahouari Bahlaz               | Maciej Sochal      |
| 2015 | F51             | Željko Dimitrijević | Amit Kumar Saroha             | Miloš Mitić        |
| 2017 | F32             | Lahouari Bahlaz     | Maciej Sochal                 | Stephen Miller     |
| 2017 | F51             | Željko Dimitrijević | Amit Kumar Saroha             | Miloš Mitić        |
| 2019 | F32             | Lahouari Bahlaz     | Walid Ferhah                  | Maciej Sochal      |
| 2019 | F51             | Željko Dimitrijević | Mario Santana Ramos Hernandez | Musa Taimasow      |
| 2023 | F32             | Qing Bo             | Liu Li                        | Ahmed Mehideb      |
| 2023 | F51             | Filip Graovac       | Mario Santana Ramos Hernandez | Aleksandar Radišić |
| 2024 | F32             | Ahmed Mehideb       | Walid Ferhah                  | Alexei Tschurkin   |
| 2024 | F51             | Željko Dimitrijević | Mario Santana Ramos Hernandez | Dharambir          |

#### Frauen
| Jahr | Klasse          | Goldmedaille                | Silbermedaille    | Bronzemedaille                      |
| ---- | --------------- | --------------------------- | ----------------- | ----------------------------------- |
| 2011 | F31 / F32 / F51 | Maroua Brahmi               | Catherine O’Neill | Gemma Prescott                      |
| 2013 | F31 / F32 / F51 | Maroua Brahmi               | Becky Richter     | Josie Pearson                       |
| 2015 | F32             | Maroua Brahmi               | Mounia Gasmi      | Abbie Hunnisett                     |
| 2015 | F51             | Jo Butterfield              | Rachael Morrison  | Becky Richter                       |
| 2017 | F32             | Mounia Gasmi                | Maroua Brahmi     | Gemma Prescott                      |
| 2017 | F51             | Zoia Ovsii                  | Cassie Mitchell   | Rachael Morrison                    |
| 2019 | F32             | Maroua Brahmi               | Mounia Gasmi      | Anastasiia Moskalenko               |
| 2019 | F51             | Zoia Ovsii                  | Jo Butterfield    | Elena Gorlova                       |
| 2023 | F32             | Róża Kozakowska             | Maroua Brahmi     | Oumaima Oubraym                     |
| 2023 | F51             | Zoia Ovsii                  | Cassie Mitchell   | Ekta Bhyan                          |
| 2024 | F32             | Wanna Helena Brito Oliveira | Maroua Brahmi     | Giovanna Boscolo Castilho Gonçalves |
| 2024 | F51             | Ekta Bhyan                  | Kashish Lakra     | Nadjet Boucherf                     |

### Erfolgreichste Athleten
Die folgende Tabelle fasst geschlechterübergreifend jene Athleten zusammen, die im Keulenwurf mindestens zwei Goldmedaillen bei Paralympics oder aber mindestens fünf Medaillen insgesamt bei Paralympics und Weltmeisterschaften gewonnen haben.
| Disziplin           | OL   | OL     | OL     | WM   | WM     | WM     | ∑  |
| Disziplin           | Gold | Silber | Bronze | Gold | Silber | Bronze | ∑  |
| ------------------- | ---- | ------ | ------ | ---- | ------ | ------ | -- |
| Stephen Miller      | 3    | 1      | 1      | 3    | –      | 2      | 10 |
| Maroua Brahmi       | 3    | –      | –      | 4    | 3      | –      | 10 |
| Željko Dimitrijević | 2    | 1      | 1      | 4    | –      | –      | 08 |
| Josefina Cornejo    | 2    | 1      | –      | –    | –      | –      | 02 |
| Dick Thompson       | 2    | –      | –      | –    | –      | –      | 02 |
| Ron Stein           | 2    | –      | –      | –    | –      | –      | 02 |
| Maria Scutti        | 2    | –      | –      | –    | –      | –      | 02 |
| Zoia Ovsii          | 1    | 1      | –      | 3    | –      | –      | 05 |
| Maciej Sochal       | 1    | –      | –      | –    | 2      | 2      | 05 |
| Mounia Gasmi        | –    | 2      | 1      | 2    | 2      | –      | 07 |
| Lahouari Bahlaz     | –    | –      | 1      | 4    | 1      | –      | 06 |

### Weltrekordentwicklung Männer

#### Startklasse F31
| Weite (m) | Name                   | Datum           | Ort          |
| --------- | ---------------------- | --------------- | ------------ |
| 30,54     | Evgenii Demin          | 1. Oktober 2015 | Sotschi      |
| 30,72     | Rafael Mateus Da Silva | 5. August 2018  | São Paulo    |
| 32,88     | Evgenii Demin          | 12. August 2023 | Tscheboksary |

#### Startklasse F32
| Weite (m)                           | Name             | Datum              | Ort          |
| ----------------------------------- | ---------------- | ------------------ | ------------ |
| 33,53                               | Stephen Miller   | 21. September 2004 | Athen        |
| 35,77                               | Mourad Idoudi    | 15. September 2008 | Peking       |
| 36,73                               | Lahouari Bahlaz  | 25. Januar 2011    | Christchurch |
| 36,31                               | Lahouari Bahlaz  | 31. August 2012    | London       |
| 37,51                               | Lahouari Bahlaz  | 25. Juli 2013      | Lyon         |
| ↓ Neue Rekorde nach Regeländerung ↓ |                  |                    |              |
| 35,94                               | Wladislaw Frolow | 26. Oktober 2015   | Doha         |
| 37,19                               | Maciej Sochal    | 14. Juni 2016      | Grosseto     |
| 45,39                               | Liu Li           | 28. August 2021    | Tokio        |
| 46,60                               | Qing Bo          | 10. Juli 2023      | Paris        |

#### Startklasse F51
| Weite (m) | Name                | Datum              | Ort            |
| --------- | ------------------- | ------------------ | -------------- |
| 26,67     | Radim Běleš         | 31. Mai 2003       | Brünn          |
| 26,88     | Željko Dimitrijević | 31. August 2012    | London         |
| 27,04     | Željko Dimitrijević | 14. Juni 2016      | Grosseto       |
| 29,96     | Željko Dimitrijević | 16. September 2016 | Rio de Janeiro |
| 31,99     | Željko Dimitrijević | 17. Juli 2017      | London         |
| 33,96     | Željko Dimitrijević | 14. September 2019 | Kruševac       |
| 34,71     | Željko Dimitrijević | 2. Juni 2021       | Bydgoszcz      |
| 35,42     | Musa Taimasow       | 1. September 2021  | Tokio          |
| 36,22     | Musa Taimasow       | 12. August 2023    | Tscheboksary   |

### Weltrekordentwicklung Frauen

#### Startklasse F31
| Weite (m) | Name         | Datum             | Ort        |
| --------- | ------------ | ----------------- | ---------- |
| 10,40     | Kim Sunjeong | 3. Dezember 2011  | Schardscha |
| 10,98     | Kim Sunjeong | 1. September 2012 | London     |
| 11,28     | Kim Sunjeong | 24. Juli 2013     | Lyon       |
| 16,77     | Hind Frioua  | 27. April 2019    | Marrakesch |
| 17,92     | Hind Frioua  | 8. November 2019  | Dubai      |
| 21,31     | Hind Frioua  | 9. Juni 2022      | Paris      |

#### Startklasse F32
| Weite (m)                           | Name            | Datum             | Ort            |
| ----------------------------------- | --------------- | ----------------- | -------------- |
| 21,39                               | Kyoko Sato      | 30. Oktober 2002  | Busan          |
| 23,43                               | Maroua Brahmi   | 1. September 2012 | London         |
| 24,15                               | Maroua Brahmi   | 24. Juli 2013     | Lyon           |
| ↓ Neue Rekorde nach Regeländerung ↓ |                 |                   |                |
| 23,28                               | Maroua Brahmi   | 25. März 2015     | Tunis          |
| 23,43                               | Mounia Gasmi    | 17. März 2016     | Dubai          |
| 26,93                               | Maroua Brahmi   | 9. September 2016 | Rio de Janeiro |
| 27,28                               | Maroua Brahmi   | 27. April 2019    | Marrakesch     |
| 28,74                               | Róża Kozakowska | 27. August 2021   | Tokio          |
| 29,00                               | Maroua Brahmi   | 30. August 2024   | Paris          |

#### Startklasse F51
| Weite (m) | Name              | Datum              | Ort                  |
| --------- | ----------------- | ------------------ | -------------------- |
| 15,83     | Catherine O’Neill | 18. August 2001    | Nové Město na Moravě |
| 21,90     | Rachael Morrison  | 5. Juli 2014       | Olmütz               |
| 22,81     | Jo Butterfield    | 11. September 2016 | Rio de Janeiro       |
| 23,82     | Rachael Morrison  | 8. April 2017      | Claremont            |
| 24,31     | Zoia Ovsii        | 24. August 2018    | Berlin               |
| 25,23     | Zoia Ovsii        | 11. November 2019  | Dubai                |